# عرب الصفا
عرب الصفا
قرية عربية فلسطينية في منطقة بيسان. تم تهجيرها عام 1948. كانت تقع على بعد 7.5 كم جنوب بيسان. دمرت القرية في 20 مايو 1948 من لواء «جولاني الإسرائيلي» تحت «عملية جدعون».

## عهد الانتداب البريطاني
في تعداد فلسطين لعام 1922، الذي أجرته السلطات الفلسطينية الإلزامية، كان عدد سكان الصفا 255، وارتفع عدد السكان في عام1931 إلى 540، في 108 منازل.في إحصاءات عام 1945، كان السكان يتألفون من 650، وبلغ إجمالي مساحة الأرض 12,518 دونم، وفقًا لمسح رسمي للأراضي والسكان. كانت ملكية الأرض في القرية (دونم) على النحو التالي التركيبة السكاني ووفقاً لتقرير تعداد السكان أراضي في عام 1944، ملكية الأراضي في القرية (بالدونمات) على النحو التالي
العرب 7,549
- اليهود 2,523
- أخرون 2,446
- المجموع 12,518

بحلول عام 1944، كانت تستخدم مجموعه 7,449 دونم للحبوب. كان عدد سكان القرية من 225 في عام 1922. قد نما هذا إلى 754 بحلول عام 1948 مع 150 منزلاً.

## القرية اليوم
بعد الحرب، تم دمج المنطقة في دولة إسرائيل، مع ترك أراضي القرية دون تنمية؛ أقرب القرى هي كيبوتسات طيرة تسفي (التي تأسست عام 1937) إلى الجنوب الغربي وسدي إلياهو (التي تأسست عام 1939) من الغرب.في عام 1992، تم وصف موقع القرية: «ثلاث أشجار نخيل تقف على موقع القرية. وتستخدم الأراضي المحيطة لزراعة القمح».